# Lithops salicola
Lithops salicola är en isörtsväxtart som beskrevs av Harriet Margaret Louisa Bolus. Lithops salicola ingår i släktet Lithops och familjen isörtsväxter. Inga underarter finns listade i Catalogue of Life.

## Bildgalleri

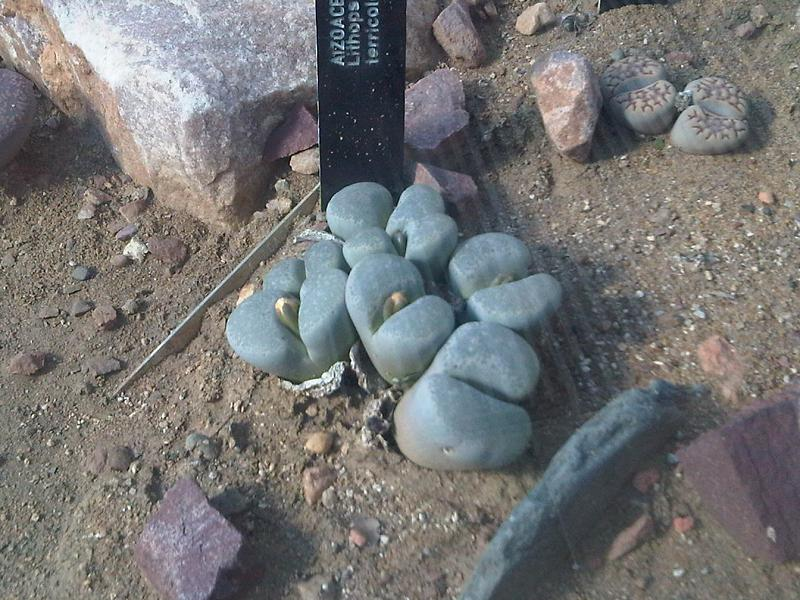
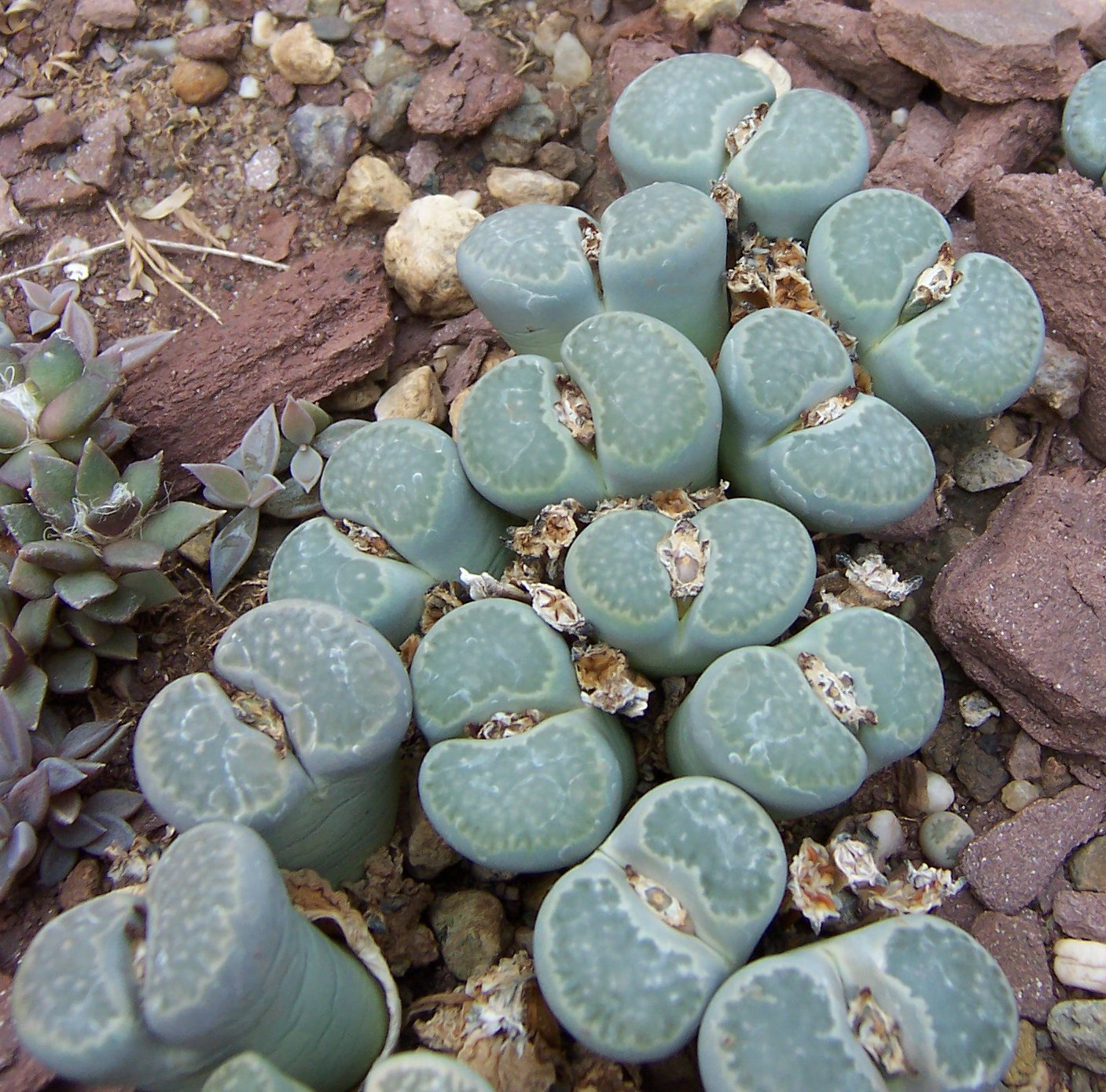
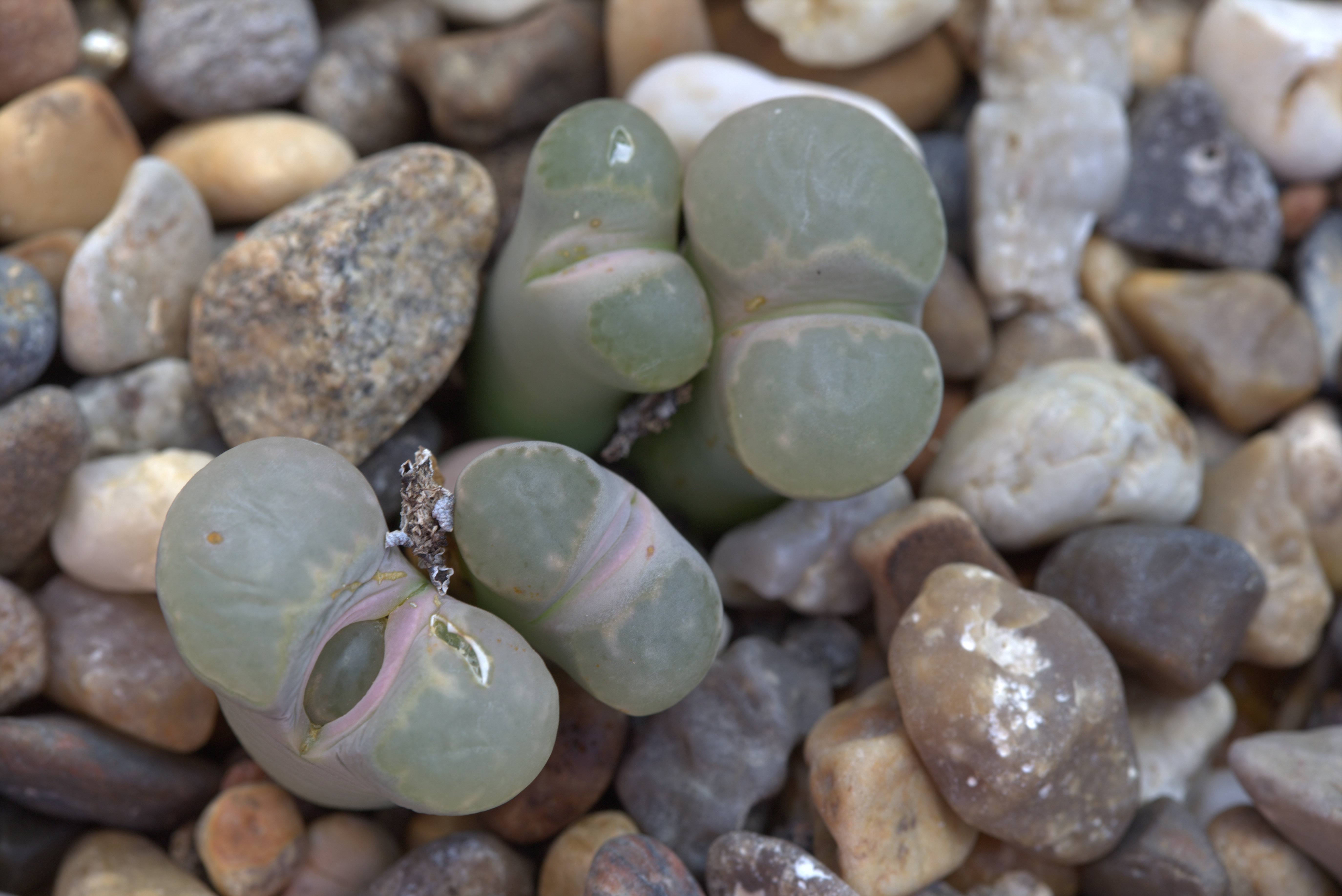